# Khet (Spiel)
Khet (bis September 2006 Deflexion) ist ein schachähnliches Strategiespiel mit Lasern (Klasse 2). Abwechselnd ziehen zwei Spieler ihre altägyptisch anmutenden Figuren über das Spielfeld und aktivieren am Ende eines jeden Zuges jeweils ihre Laserdiode. Die Spielfiguren sind unterschiedlich mit Spiegeln versehen. Trifft der Laserstrahl auf eine Spielfigur an einer nicht verspiegelten Seite, wird diese aus dem Spielfeld genommen.
Im deutschsprachigen Raum wurde das Spiel offiziell noch nicht eingeführt, wird aber von verschiedenen Importeuren angeboten (Stand: Februar 2010).

## Spiel
Jeder Spieler hat zu Beginn 14 Spielfiguren in den Farben Rot oder Silber. (Bei Deflexion gab es die Farben Gold/Silber.) Anders als bei Schach gibt es keine vorgegebene Startaufstellung an den Rändern. Die Figuren werden von Anfang an über das gesamte Spielfeld verteilt. Es gibt verschiedene Aufstellungen für den Anfang, fortgeschrittene Spieler können sich aber auch eigene Startaufstellungen überlegen. Für jeden Spieler befindet sich auf seiner Seite am Feld rechts unten der nach vorne gerichtete Austritt des Laserstrahls, der über einen Druckknopf eingeschaltet wird. Es gibt vier unterschiedliche Spielfiguren mit und ohne Spiegeln, davon ist der Pharao mit dem König bei Schach vergleichbar. Wird der Pharao von einem Laserstrahl getroffen, hat der Spieler verloren. 
Ein Spielzug besteht darin, entweder eine Spielfigur in eine beliebige Richtung (auch diagonal) auf ein unmittelbar benachbartes freies Feld zu bewegen (Ausnahme: Djeds können dabei mit anderen Figuren den Platz tauschen) oder um 90 Grad zu drehen. Die Felder vertikal über dem gegnerischen Laser sowie bestimmte andere Felder dürfen jedoch nicht betreten werden, sie sind entsprechend farblich markiert. Nach der Bewegung aktiviert der Spieler seinen Laserstrahl. Da die Figuren in rechten Winkeln auf dem Spielfeld ausgerichtet sind, bewegt sich der Laserstrahl immer horizontal und vertikal innerhalb der Spielfläche. Von Spiegeln abgelenkt, trifft er so entweder auf die Randbegrenzung des Spielfeldes oder auf eine nichtverspiegelte Seite einer Figur. Im letzteren Fall wird diese Figur aus dem Spiel genommen, auch wenn es die eigene ist. Dabei wird maximal eine Figur entnommen. Ist dies der Pharao, so ist das Spiel beendet.
Die Spielfiguren:
- Der Pharao ist die wichtigste Spielfigur. Sie hat keine verspiegelten Seiten. Wird der Pharao getroffen, hat der Spieler verloren.
- Die zwei Djed Figuren haben einen diagonal verlaufenden, beidseitigen Spiegel. Damit reflektieren sie Strahlen von allen Seiten, lenken ihn um 90 Grad ab und können nicht getroffen werden. Allerdings können sie auch dem Gegner nützlich sein. Als einzige dürfen die Djeds mit bestimmten direkt benachbarten Figuren beider Farben den Platz tauschen.
- Die Pyramide ist nur auf einer Seite der Diagonalen verspiegelt und kann daher von zwei der vier Seiten getroffen werden. Mit sieben von 14 Spielfiguren ist sie die zahlenmäßig stärkste Figur.
- Die vier Obelisken sind wie der Pharao von keiner Seite verspiegelt. Sie dienen als Opfer. Anders als in der Urversion Deflexion können in Khet zwei Obeliske übereinander gestapelt werden. Diese können zusammen oder einzeln bewegt werden. Wird ein solcher Stapel getroffen, wird nur eine der Figuren aus dem Spiel genommen.

### Erweiterungen
Die erste Erweiterung Eye of Horus (Auge des Horus) ergänzt das Spiel um eine neue Spielfigur, einen Strahlteiler. Er ersetzt einen der beiden Djeds. Wird dieser getroffen, reflektiert er die eine Hälfte des Strahls um 90 Grad und lässt die andere Hälfte geradeaus passieren. Er ist sowohl in rot/silber für Khet als auch in gold/silber für Deflexion erhältlich.
Im Mai 2008 erschien die Erweiterung Tower of Kadesh (Turm von Kadesch). Sie wird auch als Khet 3D bezeichnet und bringt die dritte Dimension ins Spiel. Ein aufgesetzter, drehbarer Turm führt den Laserstrahl auf eine zweite Ebene. Spielfiguren können zwischen den Ebenen wechseln und als weitere Bewegung kann der Turm gedreht werden.

## Hintergrund
Das Spiel wurde von Michael Larson, damals Professor an der Tulane University, und zwei seiner Studenten, Del Segura und Luke Hooper, im Rahmen eines Studienprojektes entworfen. Es wurde im Frühjahr 2005 erstmals vorgestellt und noch im gleichen Jahr auf der New York Toy Fair präsentiert, zu dem Zeitpunkt noch unter dem Namen Deflexion. Die ersten Deflexion World Championships fanden am 10. Dezember 2005 am Massachusetts Institute of Technology statt.
2006 wurde das Spiel mit kleinen Änderungen unter dem Namen Khet neu herausgebracht. Die Namensänderung war notwendig, da bei den Namensrecherchen übersehen wurde, dass es bereits ein Spiel mit dem Namen Deflexion gab, und der Erwerb dieser Namensrechte zu teuer war.
Der Name Khet steht nach Angaben des Verlages für das altägyptische Chet (in englischer Transkription Khet) und bedeute Flamme. Die ägyptische Hieroglyphe zeige eine Lampe mit Flamme und symbolisiere gut die moderne Technologie des Spiels mit Lasertechnik. Doch während Khet sowohl die Bezeichnung einer Maßeinheit als auch zumeist der allgemeine Begriff von verschiedenen Holzarten ist, entspricht die beschriebene Hieroglyphe dem altägyptischen dja (Feuerbohrer), in der Kombination mit Khet als Khet-dja, eine altägyptische Bezeichnung eines ärztlichen Gerätes aus Holz, das zum Ausbrennen von Geschwüren benutzt wurde.

## Auszeichnungen
Noch unter dem Namen Deflexion gewann das Spiel 2006 die Auszeichnung Mensa Select. 2007 war es eines der fünf Finalisten des Game of the Year der amerikanischen Toy Industry Association und erhielt in Schweden die Auszeichnung Årets Spel (Spiel des Jahres) in der Kategorie Erwachsenenspiele.